# Pteromalus sphegigaster
Pteromalus sphegigaster är en stekelart som beskrevs av De Stefani 1886. Pteromalus sphegigaster ingår i släktet Pteromalus och familjen puppglanssteklar.
Artens utbredningsområde är Italien. Inga underarter finns listade i Catalogue of Life.